# 笹森亜希
笹森 亜希（ささもり あき、5月11日 - ）は、日本の女性声優。アクセント所属。

## 来歴
埼玉県出身。日本大学芸術学部放送学科、映像テクノアカデミア卒業。2011年11月までぷろだくしょんバオバブに所属していた。

## 人物
資格は英検2級、漢検2級。趣味は映画・お笑い鑑賞、ウォーキング、読書。特技は歩くこと。

## 出演
太字はメインキャラクター。

### テレビアニメ
2006年
- ウィッチブレイド（桜井、ケイ）
- 陰からマモル!（女子生徒）
- 金色のコルダ〜primo passo〜（星奏学院生徒、子供）
- 結界師（主婦）
- 恋する天使アンジェリーク 〜心のめざめる時〜（少女）
- 地獄少女 二籠（宮原泉、宮里裕理）
- NARUTO -ナルト-（アカデミーの生徒）
- ぷるるんっ!しずくちゃん（2006年 - 2007年、ガソリンダ）- 2シリーズ

2007年
- CLANNAD -クラナド-（司会者）
- のだめカンタービレ（坂田千代）

2008年
- ゴルゴ13（マリー）
- はっけん たいけん だいすき! しまじろう（2008年 - 2019年、ジャン、ぞうた、ママン、ジャッジくん 他）- 3シリーズ

2025年
- アン・シャーリー（ジョシー・パイ）

### ゲーム
- ラチェット&クランク3 突撃!ガラクチック★レンジャーズ（2004年、ヘレン）
- インジャスティス:神々の激突（2013年、ホークガール）

### ラジオドラマ
- VOMIC ヘンテコ忍者 いもがくれチンゲンサイ様（さくら姫）

### 吹き替え

#### 映画
- 雨の朝巴里に死す（ロレーヌ〈エヴァ・ガボール〉）※PDDVD版
- アルビン2 シマリス3兄弟 vs. 3姉妹
- ウォルター少年と、夏の休日（ジャスミン〈エマニュエル・ヴォージア〉）※ソフト版
- エヴァンジェリスタ
- カタコンベ（ヴィクトリア〈シャニン・ソサモン〉）
- グエムル-漢江の怪物-
- クローバーフィールド/HAKAISHA（リリー・フォード〈ジェシカ・ルーカス〉）
- 50回目のファースト・キス
- コントロール（テレサ〈ミシェル・ロドリゲス〉）
- 幸せへのキセキ（ロンダ・ブレア〈カーラ・ギャロ〉）
- ジェーン・エア（少女時代のジェーン・エア〈ペギー・アン・ガーナー〉）※PDDVD版
- タイムリミット ※機内上映版
- ダ・ヴィンチ・コード（ソフィーの母）※劇場公開版・ソフト収録
- ダメ男に復讐する方法（アンバー〈ケイト・アプトン〉）
- デビルズ・リジェクト マーダー・ライド・ショー2
- ドッグヴィル（リズ・ヘンソン〈クロエ・セヴィニー〉、2003年）
- ハイスクール・ミュージカル（マーサ）
- マイアミ・バイス ※テレビ東京版
- ミート・ザ・ペアレンツ3
- ミニヴァー夫人（キャロル・ベルドン〈テレサ・ライト〉）※PDDVD版
- WWIII〜ワールド・ウォー3〜（ジュディー・オーグリー、2001年）

#### ドラマ
- iCarly
- THE EVENT/イベント（コリアー捜査官）
- エバーウッド 遥かなるコロラド（デリア・ブラウン〈ヴィヴィアン・カードン〉）
- FBI: 特別捜査班
- カイルXY
- クリミナル・マインド5 FBI行動分析課（バーバラ）
- クリミナル・マインド7 FBI行動分析課（マリッサ）
- CSI:ニューヨーク シーズン4（マディソン）
- Dr.HOUSE（サラ）
- フラッシュポイント -特殊機動隊SRU- シーズン2（マヤ）
- LOST シーズン6（ジェーン）
- ロック&キー（エリー・ウィードン〈シェリー・ソーム〉）

#### アニメ
- アニマル天国は今日も晴れ（シエラ）
- ジャスティス・リーグ（ブラックサイレン）
- スーパーマン（ラナ・ラング〈2代目〉）
- 長ぐつをはいたネコ（町の女）
- ホーム・オン・ザ・レンジ にぎやか農場を救え!
- モンスター・ハウス